# Henri Decaë
Henri Decaë (* 31. Juli 1915 in Saint-Denis; † 7. März 1987 in Paris) war ein französischer Kameramann. Er gilt als einer der produktivsten und renommiertesten Kameramänner der Nouvelle Vague.

## Leben
Decaë arbeitete während des Zweiten Weltkriegs als Fotoreporter in der französischen Armee. Nach Kriegsende begann er als Kameramann im Bereich Kurz- und Dokumentarfilm und realisierte neben industrieller Ware ab 1947 zunehmend auch kommerzielle Filme. 1949 folgte mit Melvilles Das Schweigen des Meeres (Le Silence de la mer) sein Debüt beim Spielfilm. Decaë entwickelte sich zu einem gefragten Kameramann von Regisseuren wie Louis Malle, Claude Chabrol und François Truffaut, die ihn in der Folgezeit mehrfach für ihre Filmarbeiten verpflichteten.
Er führte unter anderem die Kamera in Filmen wie Sonntage mit Sybill, Camouflage – Hasch mich, ich bin der Mörder, Die dummen Streiche der Reichen, Das Recht zu lieben oder in den Belmondo-Filmen Der Windhund und Der Profi, der zu seinen letzten Arbeiten zählt.

## Filmografie (Auswahl)
- 1949: Das Schweigen des Meeres (Le silence de la mer)
- 1950: Die schrecklichen Kinder (Les enfants terribles)
- 1955: Crèvecœur
- 1956: Drei Uhr nachts (Bob le flambeur)
- 1958: Fahrstuhl zum Schafott (Ascenseur pour l’échafaud)
- 1958: Die Liebenden (Les Amants)
- 1959: Sie küßten und sie schlugen ihn (Les Quatre Cents Coups)
- 1960: Nur die Sonne war Zeuge (Plein soleil)
- 1960: Die Unbefriedigten (Les Bonnes Femmes)
- 1961: Eva und der Priester (Léon Morin, prêtre)
- 1962: Sonntage mit Sybill (Les dimanches de ville d’Avray)
- 1964: Die schwarze Tulpe (La tulipe noire)
- 1964: Wie Raubkatzen (Les félins)
- 1967: Der Dieb von Paris (Le voleur)
- 1967: Der eiskalte Engel (Le samouraï)
- 1967: Mit teuflischen Grüßen (Diaboliquement vôtre)
- 1969: Das einzige Spiel in der Stadt (The Only Game in Town)
- 1969: Der Clan der Sizilianer (Le clan des Siciliens)
- 1969: Hello – Goodbye
- 1971: Camouflage – Hasch mich, ich bin der Mörder (Jo)
- 1971: Die dummen Streiche der Reichen (La folie des grandeurs)
- 1971: Das Licht am Ende der Welt (The Light at the Edge of the World)
- 1973: Zwei Menschen unterwegs (Two People)
- 1974: Der lange Blonde mit den roten Haaren (La moutarde me monte au nez)
- 1975: Der Tolpatsch mit dem sechsten Sinn (La course à l’échalotte)
- 1977: Bobby Deerfield
- 1980: Freibeuter des Todes (The Island)
- 1980: Inspektor Loulou – Die Knallschote vom Dienst (Inspecteur la Bavure)
- 1980: Der Puppenspieler (Le guignolo)
- 1981: Der Profi (Le professionnel)